# Björkskär (Saltvik, Åland)
Björkskär är en ö på Åland (Finland). Den ligger i Skärgårdshavet och i kommunen Saltvik i landskapet Åland, i den sydvästra delen av landet. Ön ligger omkring 42 kilometer norr om Mariehamn och omkring 260 kilometer väster om Helsingfors.
Öns area är 42,9 hektar och dess största längd är 1 kilometer i öst-västlig riktning.
Björkskär har Kråkskär i norr, Pjäxen i öster, Gerskär och Hamnö i söder samt Stäckan i väster.
Terrängen på Björkskär är platt och domineras av hällmarkskog och kala klipphällar. I skyddade sänkor finns stråk av ängsmark. På den sydvästra delen ligger torpet Holmberg.